# Secret of the Runes
Secret of the Runes è considerato il decimo album in studio del gruppo musicale svedese symphonic metal Therion, pubblicato nel 2001 dalla Nuclear Blast Records. Come i precedenti, sono presenti elementi di un'orchestra e un coro. È, inoltre, un concept album incentrato sulla mitologia nordica.

## Tracce
1. Ginnungagap (Prologue) - 6:09
2. Midgård - 5:03
3. Asgård - 4:07
4. Jotunheim - 3:43
5. Schwarzalbenheim - 5:17
6. Ljusalfheim - 3:54
7. Muspelheim - 2:14
8. Nifelheim - 4:35
9. Vanaheim - 4:03
10. Helheim - 3:18
11. Secret of the Runes (Epilogue) - 5:30

### Edizione digipack
Quest'edizione contiene due bonus tracks:
1. Crying Days (Scorpions cover) - 4:31
2. Summernight City (ABBA cover) - 4:54

### Edizione limitata
Quest'edizione contiene altre due bonus tracks:
1. The Wings of the Hydra (live)
2. Black Sun (live)

## Formazione
- Christofer Johnsson - chitarra, tastiere
- Kristian Niemann - prima chitarra
- Johan Niemann - basso
- Sami Karppinen - batteria